# 2024년 하계 올림픽 튀니지 선수단
튀니지는 2024년 7월 26일부터 8월 11일까지 파리에서 열리는 2024년 하계 올림픽에 참가했다. 튀니지 선수들은 1960년 공식 데뷔 이후 모든 하계 올림픽에 출전했다. (단, 1980년 모스크바 올림픽은 미국 주도의 보이콧으로 인해 제외)
세계반도핑기구(WDA)는 8월 30일 규정을 준수하지 않아 튀니지에 제재를 가했으며, 이는 튀니지 국기가 올림픽에서 사용되는 것을 의미했다. 그러나 이 제재는 결국 경기가 시작되기 전에 해제되었다.

## 출전 선수
| 종목   | 남자 | 여자 | 전체 |
| ------ | ---- | ---- | ---- |
| 양궁   | 0    | 1    | 1    |
| 육상   | 2    | 1    | 3    |
| 복싱   | 0    | 1    | 1    |
| 카누   | 2    | 0    | 2    |
| 펜싱   | 1    | 1    | 2    |
| 유도   | 0    | 2    | 2    |
| 조정   | 1    | 2    | 3    |
| 사격   | 0    | 1    | 1    |
| 수영   | 1    | 1    | 2    |
| 태권도 | 2    | 2    | 4    |
| 테니스 | 1    | 0    | 1    |
| 역도   | 1    | 0    | 1    |
| 레슬링 | 2    | 2    | 4    |
| 전체   | 13   | 14   | 27   |

## 메달 집계
| 종목 | 1 | 2 | 3 | 합계 |
| 종목 | ' | ' | ' | '    |
| 종목 | ' | ' | ' | '    |
| 종목 | ' | ' | ' | '    |
| 합계 | ' | ' | ' | '    |

## 같이 보기
- 2024년 하계 올림픽